# Santiago Schnell
Santiago Schnell (Caracas, Venezuela, 6 de octubre de 1971) es un científico y administrador académico venezolano. Es rector del Dartmouth College en Estados Unidos, donde también es profesor de Matemáticas en la Facultad de Artes y Ciencias, profesor adjunto de bioquímica y biología celular y profesor adjunto de ciencia de datos biomédicos en la Facultad de Medicina Geisel.
Antes de su nombramiento en Dartmouth, fue decano de la Facultad de Ciencias de la Fundación William K. Warren en la Universidad de Notre Dame, Indiana. Previamente fue profesor en la Universidad de Michigan, donde ocupó la cátedra del Departamento de Fisiología Molecular e Integrativa y la cátedra John A. Jacquez de Fisiología, y en la Universidad de Oxford como investigador junior en Christ Church.

## Infancia y educación
Schnell nació y creció en Caracas, Venezuela. Su temprano interés por la ciencia se vio influido por su vecino, Serafín Mazparrote, biólogo y educador español que le introdujo en los estudios de campo y la observación científica. A los 10 años, su padre le regaló un ordenador personal Sinclair ZX81, que le ayudó a desarrollar su interés por los enfoques matemáticos y computacionales de las cuestiones científicas.
Se licenció en biología por la Universidad Simón Bolívar y posteriormente realizó un doctorado en biología matemática en la Universidad de Oxford. Su investigación doctoral y postdoctoral se llevó a cabo bajo la supervisión de Philip Maini en el Centro Wolfson de biología matemática de Oxford.

## Carrera
De 2001 a 2004, Schnell fue investigador junior en Christ Church, Universidad de Oxford, e investigador del Wellcome Trust en el Centro de Biología Matemática. En 2004, se incorporó al cuerpo docente de la Universidad de Indiana Bloomington como profesor adjunto de informática y director asociado del Instituto de Biocomplejidad.
En 2008, Schnell se trasladó a la Universidad de Michigan, donde fue nombrado profesor asociado de fisiología molecular e integrativa e investigador Brehm en el Centro Brehm para la investigación de la diabetes. En 2013, recibió un nombramiento conjunto como profesor asociado en el Departamento de Medicina Computacional y Bioinformática, y en 2015 fue ascendido a profesor en ambos departamentos. Fue nombrado profesor colegiado de fisiología John A. Jacquez en 2016 y ocupó la cátedra del Departamento de Fisiología Molecular e Integrativa de 2017 a 2021.
En 2021, Schnell fue nombrado decano de la Facultad de Ciencias de la Universidad de Notre Dame por la Fundación William K. Warren.
Schnell fue presidente de la Sociedad de Biología Matemática, ha sido redactor jefe de la revista Mathematical Biosciences y es miembro de la Comisión de Normas para la Comunicación de Datos Enzimológicos (STRENDA).

## Investigación
La investigación de Schnell se centra en el desarrollo de modelos matemáticos y computacionales en las ciencias biomédicas, con el objetivo de mejorar la precisión de las mediciones y comprender la dinámica de los sistemas biológicos complejos.
Ha contribuido al análisis teórico de la cinética enzimática, sobre todo en el contexto del mecanismo de Michaelis-Menten. Schnell derivó una expresión de forma cerrada, ahora conocida como ecuación de Schnell-Mendoza, para estimar la constante de Michaelis y la velocidad máxima de reacción a partir de datos temporales en condiciones de velocidad inicial.
Schnell también ha examinado cómo las leyes de velocidad que describen las reacciones bioquímicas intracelulares se ven afectadas por las condiciones fisicoquímicas del entorno celular, incluida la aglomeración macromolecular. Su investigación ha abordado las ambigüedades de la modelización de la dinámica de las reacciones en condiciones no ideales, contribuyendo a los esfuerzos por mejorar la reproducibilidad en biología cuantitativa.
Además de su trabajo sobre cinética enzimática, Schnell ha desarrollado modelos multiescala para estudiar los procesos de desarrollo y la biología del cáncer. Sus investigaciones en este campo han aparecido en publicaciones científicas como American Scientist, Investigación y Ciencia (edición española de Scientific American) y Spektrum der Wissenschaft de Alemania.

## Premios y distinciones
Schnell ha recibido reconocimientos tanto por su labor investigadora como docente. En 2006 recibió el Premio a la Excelencia Docente de la Facultad de Informática de la Universidad de Indiana. En la Facultad de Medicina de la Universidad de Michigan, ingresó en la Liga de la Excelencia Educativa en 2013, y ese mismo año recibió el Premio Endowment for Basic Science Teaching.
En 2010, Schnell recibió el Premio Científico Siglo XXI de la Fundación James S. McDonnell por su trabajo sobre topologías de red asociadas a enfermedades conformacionales.
Es miembro de la Sociedad Real de Química, de la Real Sociedad de Biología y de la Real Sociedad de Medicina, así como de la Academia de Ciencias de América Latina.
Schnell fue elegido miembro de la Asociación Estadounidense para el Avance de la Ciencia en reconocimiento a sus contribuciones a la biología matemática, incluida la modelización de reacciones bioquímicas y la estimación de parámetros cinéticos.
En 2023, recibió el premio Arthur T. Winfree de la Sociedad de Biología Matemática por sus contribuciones a la cinética enzimática y la biología matemática. Ese mismo año, fue nombrado destinatario del premio SACNAS Distinguished Scientist Award de la Sociedad para el Avance de los Chicanos y Nativos Americanos en la Ciencia, en reconocimiento a su trabajo sobre cinética enzimática y el modelado matemático de la reacción en cadena de la polimerasa.
También ha sido profesor visitante en el Departamento de Química de la Universidad de Barcelona.

## Contribuciones educativas
Schnell ha recibido reconocimientos por su labor docente y de tutoría a lo largo de su carrera. En la Universidad de Indiana, fue galardonado con el Faculty Award for Teaching Excellence en 2006. En la Facultad de Medicina de la Universidad de Michigan, ingresó en la Liga de la Excelencia Educativa y recibió el Premio Endowment for Basic Science Teaching en 2013.
Durante su mandato en Michigan, Schnell dirigió los esfuerzos para ampliar los programas de formación de pregrado y postdoctorado en fisiología. Coorganizó la creación de un programa de becas de verano destinado a proporcionar experiencia investigadora a estudiantes universitarios. También consiguió financiación independiente para el programa a través de una subvención NIDDK R25 titulada «Interfacing Computation and Engineering with Digestive and Metabolic Physiology Program».
Schnell también ha participado en la normalización de los informes científicos en la investigación bioquímica. Es miembro de la Comisión STRENDA, que elabora directrices para la comunicación de datos enzimológicos.
En Notre Dame, Schnell ayudó a poner en marcha nuevas iniciativas académicas, como una licenciatura nacional en defensa de los pacientes con enfermedades raras, la primera de este tipo en Estados Unidos.

## Administración académica

### Sociedad de Biología Matemática
Como presidente de la Sociedad de Biología Matemática, Schnell llevó a cabo una serie de reformas organizativas destinadas a ampliar el alcance y el compromiso de la sociedad. Creó subgrupos temáticos dentro de la sociedad para fomentar la interacción entre miembros con intereses científicos comunes.
Durante su mandato, la sociedad creó varios premios nuevos para reconocer las contribuciones en todas las etapas de la carrera, incluido el Premio H. D. Landahl de Biofísica Matemática para estudiantes de posgrado e investigadores posdoctorales, el Premio Leah Edelstein-Keshet para mujeres en biología matemática, el Premio John Jungck a la Excelencia en la Educación y el Programa de Becarios de la SMB.
También contribuyó a los esfuerzos de recaudación de fondos de la sociedad, que supuestamente condujeron a un aumento significativo de su dotación.[cita requerida]

### Universidad de Michigan
De 2017 a 2021, Schnell fue director del Departamento de Fisiología Molecular e Integrativa de la Facultad de Medicina de la Universidad de Michigan. Durante su mandato, el departamento mantuvo su estatus como el departamento de fisiología mejor clasificado en los Estados Unidos basado en la financiación de los Institutos Nacionales de Salud (NIH).
Bajo su dirección, los ingresos operativos anuales del departamento aumentaron de 20,7 a 26,9 millones de dólares, y su efectivo e inversiones crecieron de 11,2 a 17,2 millones de dólares. La dotación del departamento aumentó de 5,4 a 8,3 millones de dólares. También completó la recaudación de fondos para dos cátedras universitarias y creó una dotación para financiar programas postdoctorales.
Durante este periodo, seis profesores del departamento fueron elegidos miembros de la Asociación Americana para el Avance de la Ciencia (AAAS), y uno fue elegido miembro de la Academia Latinoamericana de Ciencias.
Schnell lideró los esfuerzos para ampliar la diversidad en los programas educativos del departamento, y al final de su mandato los estudiantes de minorías subrepresentadas representaban casi un tercio de la población de aprendices. Entre 2016 y 2017, en colaboración con David Brown y la Oficina para la Equidad e Inclusión Sanitarias, supervisó los esfuerzos de investigación sobre desigualdades sanitarias en Michigan.

### Universidad de Notre Dame
Schnell fue decano de la Facultad de Ciencias de la Fundación William K. Warren de la Universidad de Notre Dame a partir de 2021. Durante su mandato, la facultad puso en marcha varias nuevas iniciativas académicas y de compromiso público.
En 2021, Notre Dame creó una licenciatura nacional en defensa de los pacientes con enfermedades raras, que se considera el primer programa de este tipo en Estados Unidos.
Contribuyó a asegurar una donación de 20 millones de dólares para dotar al Instituto Berthiaume de Salud de Precisión, un nuevo centro de investigación en el campus. Schnell también supervisó la planificación y ampliación del Complejo de Investigación del Campus Este de la universidad con la adición de un edificio de ciencia e ingeniería de 200.000 pies cuadrados.
Para promover la divulgación científica, Schnell creó las Conferencias de Navidad de Notre Dame, inspiradas en las Conferencias de Navidad de la Royal Institution. También creó una cátedra de divulgación científica, uno de los primeros puestos de este tipo en una universidad estadounidense.
En 2022, lanzó la Medalla de la Ciencia Rev. Joseph Carrier, C.S.C., concedida por la Facultad de Ciencias por logros sostenidos en la investigación científica. La galardonada inaugural fue la premio Nobel Donna Strickland.

## Vida personal
Schnell está casado y tiene dos hijos. Según un perfil de la universidad, sus experiencias personales en materia de salud han influido en su decisión de centrar su investigación en problemas biomédicos, como la detección y medición de enfermedades.